# John Butcher
Pour les articles homonymes, voir Butcher.
John Charles Butcher (né le 31 mars 1933) est un mathématicien et informaticien néo-zélandais spécialisé dans les méthodes numériques pour la solution des équations différentielles ordinaires.

## Travaux
Butcher travaille sur des méthodes à plusieurs étages pour les problèmes de valeurs initiales (en), tels que celles de Runge-Kutta et les méthodes linéaires générales. Le groupe de Butcher (en) et le tableau de Butcher sont nommés d'après lui.
Plus récemment, il étudie un nouveau type de méthode avec une stabilité identique à celle des méthodes de Runge-Kutta.

## Carrière
Il est d'abord maître de conférences à l'Université de Sydney, de 1959 à 1961, puis à l'Université de Canterbury, de 1961 à 1964. Il travaille ensuite comme informaticien au Centre de l'accélérateur linéaire de Stanford, de 1965 à 1966.
Il passe toute la suite de sa carrière à l'Université d'Auckland, d'abord comme professeur de mathématiques de 1966 à 1979, puis il prend la tête du Département de mathématiques de 1967 à 1973. Il fonde le département des sciences informatiques de l'Université d'Auckland en 1980 et il est professeur d'informatique de 1980 à 1988. Il dirige ensuite l'Unité de Calcul scientifique et de mathématiques appliquées de 1989 à 1994, et de nouveau en 1997-1998. Il est également resté professeur de mathématiques de 1989 à 1998, avant de devenir professeur émérite en 1999.

## Récompenses
En 1996, il est lauréat de la médaille Hector.
Butcher a reçu la médaille Jones de la Société royale de Nouvelle-Zélande en 2010, pour son « exceptionnel travail d'une vie sur les méthodes numériques pour la résolution des équations différentielles et son rôle moteur dans le développement des sciences mathématiques en Nouvelle-Zélande ». En 2011, il a reçu le prix Van Wijngaarden.
Dans les cérémonies royales de 2013, Butcher a été nommé Ordre du Mérite de Nouvelle-Zélande (ONZM) pour ses services aux mathématiques,.
Il est également membre de la Society for Industrial and Applied Mathematics.

## Publications
- J. C. Butcher, « A stability property of implicit Runge-Kutta methods », BIT, vol. 15,‎ 1975, p. 358–361 (DOI 10.1007/bf01931672).
- John C. Butcher, Numerical methods for ordinary differential equations, John Wiley & Sons Ltd., 2008 (ISBN 978-0-470-72335-7, MR 2401398).